# 锥囊坛花兰
锥囊坛花兰（学名：Acanthephippium striatum）为兰科坛花兰属下的一个种。